# هيدروهاليت
هيدروهاليت هو معدن يكون في محاليل ملحية مشبعة للهاليت في درجات حرارة منخفضة (-5 درجة مئوية). وصف لأول مرة عام 1847 في سالزبورغ، النمسا.